# Nils Sjöberg
Nils Einar Sjöberg (ur. 12 maja 1925 w Falun, zm. 30 maja 2023 w Vejbystrand) – szwedzki gimnastyk, uczestnik Igrzysk Olimpijskich w 1952 w Helsinkach. 
Na igrzyskach olimpijskich w Helsinkach zajął 130. miejsce w wieloboju gimnastycznym. Najlepszym wynikiem w pojedynczej konkurencji była 67. lokata w ćwiczeniach na drążku.